# Дихай
«Ди́хай» (англ. Breathe) — романтична мелодрама 2017 року, головні ролі в якій виконали Ендрю Гарфілд і Клер Фой. Фільм заснований значною мірою на фактичних подіях, що відбувалися у житті Робіна Кавендіша, його дружини Діани і їхнього сина Джонатана.

## Сюжет
Під час гри в крикет Робін помічає красуню Даяну. Хоча друзі відгукуються про неї, як про незалежну та розпещену дівчину, парубок знайомиться з нею. Вони одружуються. Робін з дружиною вирушають в Африку. Там Даяна дізнається про свою вагітність. На останніх строках вагітності дружини Робін відчуває слабкість у м'язах. У лікарні йому ставлять діагноз поліомієліт. Більша частина тіла чоловіка паралізована, навіть його дихання підтримується спеціальним апаратом. Відчуваючи пригнічення і депресію, Робін не радіє появі сина Джонатана, а думає тільки про смерть. Виконуючи його волю, Даяна забирає головного героя зі стаціонару додому. 
Згодом у прикутого до ліжка та апарату Робіна виникає ідея, втілити яку йому допомагають друзі: до візка прикріплюють апарат вентиляції легень, і тепер Робін має змогу бувати на вулиці. Згодом його дружина навіть супроводжує у подорожі до Іспанії. Розуміючи потреби таких як він, подружжя намагається запустити масове виробництво таких крісел, проте стикаються з нерозумінням з боку потенційних інвесторів.
Хвороба Робіна посилюється кровотечами, які є природними для людей, що тривалий час знаходяться на штучній вентиляції легень. Він приймає рішення відключитися від апарату, незважаючи на вмовляння рідних і друзів (тут автори фільму відійшли від історичної правди: Робін Кавендіш помер своєю смертю у 1994 році).

## У ролях
| Актор             | Роль                        |
| ----------------- | --------------------------- |
| Ендрю Гарфілд     | Робін Кавендіш              |
| Клер Фой          | Даяна Кавендіш              |
| Том Голландер     | Блоггз Блекер/ Девід Блекер |
| Г'ю Бонневілль    | Тедді Голл                  |
| Дін-Чарльз Чепмен | Джонатан                    |
| Міранда Рейсон    | Мері Донвей                 |
| Ед Спелірс        | Колін Кемпбелл              |

## Створення фільму

### Виробництво
У 2016 стало відомо, що Енді Серкіс дебютує як режисер. Його першою роботою стане романтична історія кохання «Дихай». Автором сценарію виступив Вільям Ніколсон — номінант премії «Оскар» за фільми «Країна тіней» та «Гладіатор». Головні ролі отримали Ендрю Гарфілд, який зіграє Робіна — вродливого авантюриста та Клер Фой буде його екранною дружиною.

### Знімальна група
- Кінорежисер — Енді Серкіс
- Сценарист — Вільям Ніколсон
- Кінопродюсер — Джонатан Кавендіш
- Кінооператор — Роберт Річардсон
- Кіномонтаж — Масахіро Хіракубо
- Художник-постановник — Джеймс Меріфілд
- Артдиректор — Кірк Домен
- Художник по костюмах — Шарлотта Волтер
- Підбір акторів — Люсі Біван[3].

## Сприйняття

### Критика
Фільм отримав позитивні відгуки. На сайті Rotten Tomatoes оцінка стрічки становить 66 % на основі 145 відгуків від критиків (середня оцінка 6,4/10) і 74 % від глядачів із середньою оцінкою 3,8/5 (3 285 голосів). Фільму зарахований «стиглий помідор» від кінокритиків та «попкорн» від глядачів, Internet Movie Database — 7,1/10 (3 992 голоси), Metacritic — 51/100 (28 відгуків критиків) і 6,4/10 (11 відгуків від глядачів).

### Номінації та нагороди
| Нагороди та номінації фільму «Дихай» | Нагороди та номінації фільму «Дихай» | Нагороди та номінації фільму «Дихай» | Нагороди та номінації фільму «Дихай»                        | Нагороди та номінації фільму «Дихай» | Нагороди та номінації фільму «Дихай» |
| Рік                                  | Кінофестиваль/кінопремія             | Категорія/нагорода                   | Номінант                                                    | Результат                            |                                      |
| ------------------------------------ | ------------------------------------ | ------------------------------------ | ----------------------------------------------------------- | ------------------------------------ | ------------------------------------ |
| 2017                                 | Премія британського незалежного кіно | Найкращий грим                       | Жан Сюелл                                                   | Номінація                            |                                      |
| 2017                                 | Премія британського незалежного кіно | Найкращий звук                       | «Дихай»                                                     | Номінація                            |                                      |
| 2017                                 | Heartland Film                       | Воістину зворушливий фільм           | Енді Серкіс, Imaginarium Productions, Bleecker Street Media | Перемога                             |                                      |
| 2017                                 | Кінофестиваль у Філадельфії          | Найкращий дебютний фільм             | Енді Серкіс                                                 | Номінація                            |                                      |